# Polyura cupidinius
Polyura cupidinius är en fjärilsart som beskrevs av Hans Fruhstorfer 1914. Polyura cupidinius ingår i släktet Polyura och familjen praktfjärilar. Inga underarter finns listade i Catalogue of Life.